# Tachuda angustipennis
Tachuda angustipennis är en fjärilsart som beskrevs av William Schaus 1906. Tachuda angustipennis ingår i släktet Tachuda och familjen tandspinnare. Inga underarter finns listade i Catalogue of Life.